# Selaginella sparsifolia
Selaginella sparsifolia är en mosslummerväxtart som först beskrevs av Nicaise Auguste Desvaux, och fick sitt nu gällande namn av Badré. Selaginella sparsifolia ingår i släktet mosslumrar, och familjen mosslummerväxter. Inga underarter finns listade i Catalogue of Life.